# Плоскостъпие
Плоскостъпието (на латински: pes planus или плоско стъпало, паднал свод), наричано още дюстабан, представлява отпускане (изглаждане) на надлъжния свод или на двата свода на човешкото ходило.
Ходилата при повечето хора имат издигнат свод по вътрешния ръб на стъпалото между петата и основата на пръстите. Този свод обикновено се развива във възрастта между три и седем години. Ако това не се случи се появява плоскостъпие. При него мускулите, връзките и сухожилията, поддържащи сводестата форма на ходилото, както и костите, се отпускат и докосват земята с цялата повърхност на стъпалото.
Това нарушение довежда до нарушаване на статиката на краката, а от там и до дискомфорт и болки по целите крака. Затова е необходимо носенето на анатомични стелки – за компенсиране на дисбаланса и стабилизиране на свода.

## Причини
Причините за възникването на плоскостъпието могат да бъдат много разнообразни:
- ставната халтавост по наследство (по-голяма подвижност на ставите и по-слаба съединителна тъкан) – най-честата причина;
- вродени костни аномалии, които са по-тежки случаи и предимно изискват оперативна намеса;
- рахит;
- парализа на мускулите на долните крайници;
- фрактури и други наранявания на стъпалата или някои мускулни промени.

## Предразполагащи фактори
Предразполагащи фактори за възникването на плоскостъпие са:
- наднорменото тегло – това е най-честата причина да се получи пренатоварване на системата, която поддържа сводовете на ходилото;
- недостиг на хранителни вещества в организма;
- травми и изморителни упражнения (по време на бременност, носенето на високи токчета, вдигане на тежести);
- продължителния стоеж без често движение на краката;
- неправилно подбрани обувки – тесни или с много висок ток;
- липсата на физическа активност;

Според статистиката, повече от 50% от населението на планетата страда от плоскостъпие в една или друга форма. Последствията от плоскостъпието може сериозно да навредят на здравословното състояние на „късметлията“, който ги има, а в някои случаи заболяването може да се лекува само с операция.